# Chlorophytum suffruticosum
Chlorophytum suffruticosum är en sparrisväxtart som beskrevs av John Gilbert Baker. Chlorophytum suffruticosum ingår i släktet ampelliljor, och familjen sparrisväxter. Inga underarter finns listade i Catalogue of Life.